# Sam Gor
Sam Gor (三哥 en Chino mandarín), también conocido como The Company, (La Compañía) es un sindicato del crimen internacional, operando principalmente en la zona Asia-Pacífico. La organización está formada por miembro de 5 distintas tríadas diferentes: 14K, Bamboo Union, Big Circle, Sun Yee On y Wo Shing Wo. Se sabía que el Sam-Gor estaba encabezado por el chino-canadiense Tse Chi Lop, quien fue arrestado en enero de 2021 en los Países Bajos. El sindicato está principalmente involucrado en el tráfico de drogas y gana al menos $ 8 mil millones por año. Se cree que el Sam Gor controla entre el 40 a 70% del mercado de metanfetaminas de Asia-Pacífico, al mismo tiempo que trafica heroína, ketamina, drogas sintéticas y precursores químicos. El grupo está activo o trabaja con socios del crimen organizado en una variedad de países, incluidos Camboya, Laos, Myanmar, Tailandia, Nueva Zelanda, Australia, Corea del Sur, Japón,China, Taiwán y Vietnam. Anteriormente, Sam Gor producía metanfetamina en el sur de China y ahora se cree que la fabríca principalmente en el Triángulo Dorado, específicamente en el Shan, Myanmar, responsable de gran parte del aumento masivo de la metanfetamina cristalina en los últimos años.

## Liderazgo
Se entiende que el grupo es liderado por Tse Chi Lop, un gánster oriundo de Guangzhou, China. Tse es exmiembro del grupo criminal, Big Circle. En 1988, Tse emigró a Canadá y construyó los cimientos de este sindicato en Toronto. En 1998, Tse fue condenado por transportar heroína a través de Canadá a los Estados Unidos en asociación con la familia criminal Rizzuto, que fue la familia mafiosa italiana dominante en Canadá en ese momento. Tse cumplió 9 años de prisión junto a sus compañeros de Big Circle Boys, Wai dai Cheung y Chung wai hung. Tse ha sido comparado en prominencia y poder con Joaquín "El Chapo" Guzmán y Pablo Escobar. Tse fue buscado durante años y está sujeto a un aviso de Interpol desde 2019 después de que fuera nombrado públicamente. Tse fue arrestado cuando se dirigía de Canadá a Taiwán durante una escala en Ámsterdam el 22 de enero de 2021. La Policía Federal Australiana (AFP) buscó su extradición de los Países Bajos para ser juzgado.
El arresto fue la culminación de la Operación Kungur, dirigida por la AFP y apoyada de diferentes maneras por más de veinte agencias de aplicación de la ley con intereses en el caso, incluidas las de Canadá, China, Hong Kong, Japón, Macao, Myanmar, Nueva Zelanda, Tailandia y EE. UU. (incluida la DEA), así como la Oficina de Investigación del Ministerio de Justicia de Taiwán. No está claro cómo pudo vivir sin ser detectado o arrestado en Taiwán después de haber sido nombrado públicamente en 2019. El representante regional de la UNODC, Jeremy Douglas, expresó su preocupación por la influencia del crimen organizado en la región después del arresto, comentó: "Es un gran resultado... pero la organización permanece". Agregó: "... mientras se eliminan los asuntos de liderazgo del sindicato, las condiciones que han utilizado efectivamente en la región para hacer negocios siguen sin abordarse, y la red permanece en su lugar. Se ha construido la demanda de drogas sintéticas, y alguien intervendrá para reemplazar a Tse".

## Organización
Sam Gor está formado por las tríadas14K, Wo Shing Wo, Sun Yee On, Big Circle Gang y Bamboo Union . El grupo coopera con muchas bandas criminales locales, tales como la  Yakuza en Japón y el Comanchero Motorcycle Club y la mafia libanesa en Australia.
Un artículo del Toronto Star de junio del 2020 indicó que las fábricas dirigidas por los principales grupos del crimen organizado, ubicadas en las fronteras de Myanmar, Tailandia y Laos o cerca de ellas, estaban "protegidas por milicias privadas". A pesar de la pandemia de COVID-19, el tráfico de drogas sintéticas y químicos continúa en niveles récord en la región.
La Oficina de las Naciones Unidas contra la Droga y el Delito estimó que Sam Gor generó entre $8 mil millones a $ 17.7 mil millones en ingresos de metanfetamina tan solo en 2018 y que la tríada se había "expandido al menos cuatro veces en los últimos cinco años".
En octubre del 2020, Lee Ching Chak fue arrestado en Bangkok, y dos años después, su extradición fue anunciada por el gobierno australiano.
El 22 de diciembre de 2022, Tse Chi Lop es extraditado por la policía australiana y se enfrentará a los tribunales de dicho país.